# کیت ریچاردسون-والش
کیت ریچاردسون-والش (انگلیسی: Kate Richardson-Walsh؛ زادهٔ ۹ مهٔ ۱۹۸۰) بازیکن هاکی روی چمن اهل انگلستان است که در مسابقات کشوری و بین‌المللی در مجموع برندهٔ ۱ مدال طلا، ۱ مدال نقره، ۱ مدال برنز شده‌است.